# Comuna Vădeni, Brăila
Vădeni este o comună în județul Brăila, Muntenia, România, formată din satele Baldovinești, Pietroiu și Vădeni (reședința). Între anii 1417-1829 a făcut parte din Raiaua Brăila (Kaza Ibrail) a Imperiului Otoman.

## Așezare
Comuna se află în extremitatea nord-estică a județului, la vărsarea Siretului în Dunăre, între orașele Brăila și Galați, cu care se învecinează. Este traversată de șoseaua națională DN2B, ce leagă Brăila de Galați, precum și de șoseaua națională DN22B, care îndeplinește același rol. Din DN2B, lângă satul Vădeni se ramifică șoseaua județeană DJ221B, care duce tot la Brăila. Prin comună trece și calea ferată Brăila-Galați, care este deservită de stațiile Baldovinești, Vădeni și Zagna Vădeni.

## Demografie
Componența etnică a comunei Vădeni
     Români (91,73%)
     Alte etnii (8,27%)
Componența confesională a comunei Vădeni
     Ortodocși (90,65%)
     Alte religii (0,76%)
     Necunoscută (8,59%)
Conform recensământului efectuat în 2021, populația comunei Vădeni se ridică la 3.700 de locuitori, în scădere față de recensământul anterior din 2011, când fuseseră înregistrați 4.127 de locuitori. Majoritatea locuitorilor sunt români (91,73%). Din punct de vedere confesional, majoritatea locuitorilor sunt ortodocși (90,65%), iar pentru 8,59% nu se cunoaște apartenența confesională.

## Politică și administrație
Comuna Vădeni este administrată de un primar și un consiliu local compus din 13 consilieri. Primarul, Stanca Coman[*], de la Partidul Social Democrat, este în funcție din 2004. Începând cu alegerile locale din 2024, consiliul local are următoarea componență pe partide politice:
|  | Partid                          | Consilieri | Componența Consiliului | Componența Consiliului | Componența Consiliului | Componența Consiliului | Componența Consiliului | Componența Consiliului | Componența Consiliului | Componența Consiliului |
|  | ------------------------------- | ---------- | ---------------------- | ---------------------- | ---------------------- | ---------------------- | ---------------------- | ---------------------- | ---------------------- | ---------------------- |
|  | Partidul Social Democrat        | 8          |                        |                        |                        |                        |                        |                        |                        |                        |
|  | Partidul Național Liberal       | 4          |                        |                        |                        |                        |                        |                        |                        |                        |
|  | Alianța pentru Unirea Românilor | 1          |                        |                        |                        |                        |                        |                        |                        |                        |

## Istorie
La sfârșitul secolului al XIX-lea, comuna Vădeni făcea parte din plasa cu același nume a județului Brăila și avea în componență doar satul de reședință, cu 770 de locuitori. Comuna avea o biserică ridicată în 1848 de localnici și o școală mixtă deschisă în 1859. Satele Baldovinești și Pietroiu făceau pe atunci parte din comuna Cazasu.
În 1925, comuna avea aceeași componență și se afla în plasa Silistraru, având 948 de locuitori. Comuna Baldovinești, formată din satele Baldovinești, Pietroiu și General Praporgescu, a apărut în 1931.
În 1950, cele două comune a fost inclusă în raionul Brăila din regiunea Galați, iar în 1968, a înglobat comuna Baldovinești și a trecut din nou la județul Brăila, căpătând forma actuală, după ce satul General Praporgescu a fost și el desființat și inclus în satul Baldovinești.